# Andrea Pacini
Andrea Pacini, genannt Il Lucchesino (* um 1690 in Lucca; † März 1764 ebenda), war ein italienischer Alt-Kastrat, Opernsänger, Komponist und Geistlicher. Er ist heute vor allem wegen seiner Mitwirkung in einigen Opern von Georg Friedrich Händel bekannt.

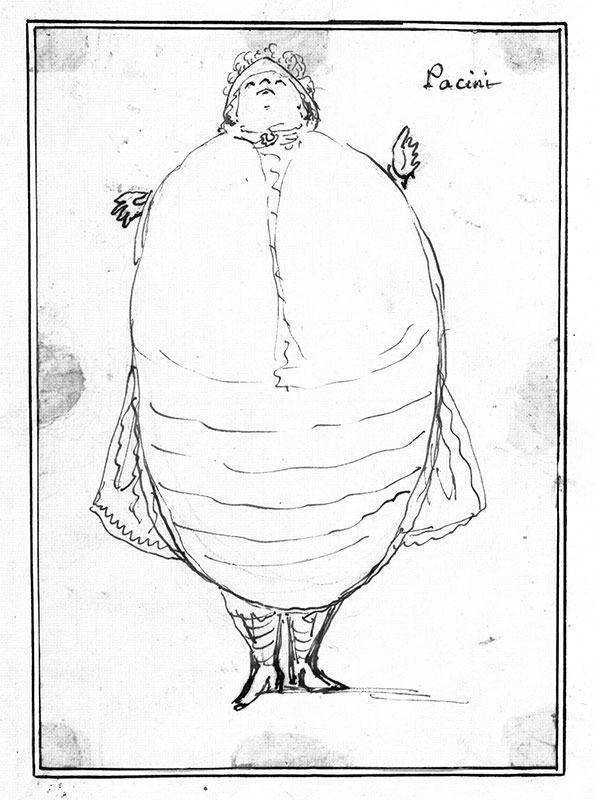
Andrea Pacini auf einer Karikatur von Anton Maria Zanetti

## Leben
Sein genaues Geburtsdatum ist nicht bekannt und auch über seine Ausbildung weiß man bisher offenbar nichts. Sein Spitzname Lucchesino leitet sich von seiner Heimatstadt Lucca ab.
Sein Operndebüt hatte er 1708 in Venedig im Teatro San Cassiano in Tomaso Albinonis Astarto (UA: 11. November 1708) und in der Oper Engelberta mit Musik von Francesco Gasparini und Albinoni (UA: 1709); dabei sang er in einem Ensemble mit dem berühmten Kastraten Domenico Cecchi gen. Cortona, und mit Santa Stella und Senesino (Francesco Bernardi). Es folgten Engagements in Florenz (1709–1710), Rom, Lucca (1711) und Ferrara (1713).
1713–14 in Neapel sang er am bedeutenden Teatro San Bartolomeo in insgesamt 10 Opern, darunter Porsenna von Antonio Lotti und Alessandro Scarlattis Scipione nelle Spagne (UA: 21. Januar 1714), neben dem berühmten Nicolino Grimaldi.
Von 1714 bis 1716 in Venedig wurde Pacini unter anderem von Antonio Vivaldi als primo uomo eingesetzt, in dessen Oper Orlando finto pazzo und in dem Pasticcio Nerone fatto Cesare.
Bis 1720 hatte der Sänger Auftritte in den Opernhäusern von Lucca, Livorno, Bologna, Turin, Mailand, Genua und Florenz. Von 1720 bis 1730 war Pacini offiziell als Sänger am Hof von Parma angestellt, was ihn aber nicht hinderte, weiterhin seiner Opernkarriere an anderen Orten in Italien und im Ausland zu folgen.
Im Karneval 1721 in Rom sang er im Teatro Capranica neben seinen Kollegen Farfallino (Giacinto Fontana), Antonio Bernacchi und dem jungen Carestini in Giovanni Bononcinis Crispo (UA: 28. Januar 1721), und die Rolle des Ottone in Alessandro Scarlattis Griselda.

Danach ging Pacini wieder nach Neapel, wo er neben Faustina Bordoni unter anderem die Titelrolle in Leonardo Vincis Publio Cornelio Scipione (4. November 1722) sang.

Auch in Parma stand er im Frühling 1724 mit Faustina Bordoni (und Vittoria Tesi) auf der Bühne, in Giovanni Maria Capellis Venceslao.
Noch im selben Jahr folgte Andrea Pacini einem Ruf nach London, um in der Royal Academy of Music als secondo uomo neben Senesino und Francesca Cuzzoni mitzuwirken. Sein erfolgreiches Debüt hatte er als tyrannischer Tamerlano in Händels gleichnamiger Oper. Pacinis virtuose Interpretation wurde laut Lady Bristol als „extrem packend“ empfunden („the new man takes extremely“). Händel komponierte für ihn danach die Partie des weisen alten Ratgebers Unulfo in Rodelinda. In einer Wiederaufnahme von Händels Giulio Cesare gab ihm der Komponist die Rolle des Tolomeo und schrieb eine neue Arie für ihn. In London trat Pacini außerdem in Opern von Attilio Ariosti und in dem Pasticcio Elpidia (mit Musik von Vinci und Orlandini) auf.
Nach seinem Aufenthalt in England sang er noch einige Jahre an italienischen Bühnen in Florenz, Venedig, Genua und Parma. Dabei stand er im Frühling 1729 in Parma neben dem berühmten Farinelli und Faustina Bordoni auf der Bühne, in Giacomellis Lucio Papirio dittatore.

Auch in seiner Heimatstadt Lucca im Herbst 1730 sang er neben Farinelli, und zwar die Titelrolle in Johann Adolph Hasses Erfolgsoper Artaserse.

Seine letzten nachgewiesenen Auftritte hatte Pacini wahrscheinlich in der Saison 1731–32 im Teatro della Pergola in Florenz, in Orlandinis Ifigenia in Aulide (UA: 4. Februar 1732), neben Francesca Cuzzoni, Antonia Merighi und Antonio Pasi.
Nach seinem Rückzug von der Bühne trat Andrea Pacini in seiner Heimatstadt Lucca in ein Kloster ein, wo er auch Musik für die dortigen Messfeiern komponierte (1744).
Glaubt man einer Karikatur von Anton Maria Zanetti, war Andrea Pacini enorm dick, mit einem Körper wie ein riesiges Ei, mit kurzen Ärmchen und Beinchen, die hinter dem riesigen Bauch beinahe verschwinden (Abb. oben); die Darstellung erinnert auch etwas an einen dicken Vogel (eine Taube?), wahrscheinlich in Anspielung an seine Gesangskünste. So witzig diese Karikatur auch sein mag, ist von ihr leider nur schwer einzuschätzen, wie er wirklich ausgesehen hat.
Andrea Pacini sollte nicht verwechselt werden mit dem Kastraten Antonio Pacini, der etwa zur selben Zeit zu den Sängern der Hofkapelle von Versailles gehörte und von Watteau porträtiert wurde.

## Stimme und Gesang
Andrea Pacini war ein ziemlich erfolgreicher Sänger, dessen tiefe Alt-Stimme mit einem Umfang von a bis e’’ sowohl große Agilität als auch ein beachtliches Volumen besessen haben muss. Warum er nicht so berühmt wurde wie seine Kollegen Senesino oder Bernacchi ist im Nachhinein schwer nachzuvollziehen, vielleicht lag es an seinem Aussehen (siehe oben) oder seine Stimme war doch nicht ganz erstklassig (?). Pacini verfügte auch über eine gewisse emotionale Spannweite. Das beweist die ziemlich dramatische Partie des Tamerlano von Händel. Die Arie A dispetto im letzten Akt dieser Oper ist ein bravouröses Virtuosenstück, genau wie die für Pacini geschriebene erste Fassung von Unulfos Arie Sono i colpi della sorte im ersten Akt von Rodelinda.